# Sân bay Osh
Sân bay Osh (IATA: OSS, ICAO: UAFO) là một sân bay ở Osh, Kyrgyzstan.

## Các hãng hàng không và các tuyến điểm
| Hãng hàng không                 | Các điểm đến                                                                                            |
| ------------------------------- | --- |
| Air Manas                       | Bishkek, Dushanbe, Krasnoyarsk-Yemelyanovo, Moscow-Domodedovo                                           |
| Avia Traffic Company            | Bishkek, Irkutsk, Kazan, Krasnoyarsk-Yemelyanovo, Moscow-Domodedovo, Novosibirsk, Ürümqi, Yekaterinburg |
| China Southern Airlines         | Ürümqi                                                                                                  |
| Kyrgyzstan Air Company          | Bishkek, Krasnoyarsk-Yemelyanovo, Moscow-Domodedovo, Surgut                                             |
| Pegasus Airlines                | Istanbul-Sabiha Gökçen                                                                                  |
| S7 Airlines                     | Novosibirsk                                                                                             |
| S7 Airlines vận hành bởi Globus | Moscow-Domodedovo                                                                                       |
| Sky Bishkek                     | Bishkek                                                                                                 |
| Turkish Airlines                | Istanbul-Atatürk                                                                                        |
| Ural Airlines                   | Chelyabinsk, Moscow-Domodedovo, Nizhny Novgorod, Samara, St Petersburg, Tyumen, Yekaterinburg           |